# Jochem Verberne
Jochem Verberne, född den 20 januari 1978 i Alkmaar i Nederländerna, är en nederländsk roddare.
Han tog OS-silver i scullerfyra i samband med de olympiska roddtävlingarna 2000 i Sydney.